# Arakonam
Arakonam (o Arkonam) è una suddivisione dell'India, classificata come municipality, di 77.453 abitanti, situata nel distretto di Vellore, nello stato federato del Tamil Nadu. In base al numero di abitanti la città rientra nella classe II (da 50.000 a 99.999 persone).

## Geografia fisica
La città è situata a 13° 05' 44 N e 79° 40' 01 E.

## Società

### Evoluzione demografica
Al censimento del 2001 la popolazione di Arakonam assommava a 77.453 persone, delle quali 38.975 maschi e 38.478 femmine. I bambini di età inferiore o uguale ai sei anni assommavano a 7.239, dei quali 3.722 maschi e 3.517 femmine. Infine, coloro che erano in grado di saper almeno leggere e scrivere erano 61.923, dei quali 33.258 maschi e 28.665 femmine.